# Eryngium gramineum
Eryngium gramineum är en flockblommig växtart som beskrevs av François Delaroche. Eryngium gramineum ingår i släktet martornar, och familjen flockblommiga växter. Inga underarter finns listade i Catalogue of Life.